# Owl Studios
Owl Studios is een onafhankelijk Amerikaans platenlabel voor jazz, rhythm & blues en jamband-genres. Het werd in 2005 opgericht door J. Allan Hall en is gevestigd in Indianapolis.
Het label kwam in het begin met platen van musici en groepen uit Indianapolis: saxofonist Rob Dixon, zangeres Cynthia Layne, trompettist Derrick Gardner, pianist Steve Allee, klarinettist en saxofonist Frank Glover en Busselli-Wallarab Jazz Orchestra. Later kwamen er ook musici van elders op uit, zoals gitarist Fareed Haque, trompettist Pharez Whitted, bassist Bill Moring, Rick Germanson en de groep The Headhunters van drummer Mike Clark (voorheen ook Brand X).